# Lloyd Bacon
Lloyd Bacon, född 4 december 1889 i San Jose, Kalifornien, död 15 november 1955 i Burbank, Kalifornien, var en amerikansk regissör och skådespelare. Bacon är främst känd som regissör till musikfilmerna Footlight Parade och 42:a gatan. Han regisserade över 100 filmer, majoriteten för Warner Bros. varav flera med James Cagney i huvudrollen.
Bacon var son till karaktärsskådespelaren och dramatikern Frank Bacon (1864–1922).
Lloyd Bacon avled av en hjärnblödning 1955 och är begravd på Forest Lawn Memorial Park i Hollywood Hills.
För sina insatser inom film erhöll han postumt, år 1960, en stjärna på Hollywood Walk of Fame vid adressen 7011 Hollywood Blvd.

## Filmografi i urval

### Regi
- 1928 – Den sjungande narren
- 1929 – Säg det med sång
- 1932 – Fasornas hus
- 1933 – 42:a gatan
- 1933 – Footlight Parade
- 1934 – Under-bar
- 1934 – Alle man på däck
- 1935 – Min bror vid polisen
- 1936 – Kom så gifter vi oss
- 1937 – Storstadsdesperados
- 1938 – A Slight Case of Murder
- 1939 – Vägen från Sing Sing
- 1940 – Mr Sarto gör razzia
- 1940 – Knute Rockne All American
- 1941 – Smekmånad för tre
- 1950 – Hon stod i rök och damm
- 1951 – Grodmännen